# Linthicum
Linthicum és una concentració de població designada pel cens dels Estats Units a l'estat de Maryland. Segons el cens del 2000 tenia 7.539 habitants.

## Demografia
Segons el cens del 2000, Linthicum tenia 7.539 habitants, 2.877 habitatges, i 2.206 famílies. La densitat de població era de 693,1 habitants per km².
Dels 2.877 habitatges en un 28,3% hi vivien nens de menys de 18 anys, en un 64,3% hi vivien parelles casades, en un 8,7% dones solteres, i en un 23,3% no eren unitats familiars. En el 19,5% dels habitatges hi vivien persones soles el 10,5% de les quals corresponia a persones de 65 anys o més que vivien soles. El nombre mitjà de persones vivint en cada habitatge era de 2,61 i el nombre mitjà de persones que vivien en cada família era de 2,98.
Per edats la població es repartia de la següent manera: un 21,3% tenia menys de 18 anys, un 6,2% entre 18 i 24, un 25,5% entre 25 i 44, un 26,4% de 45 a 60 i un 20,6% 65 anys o més.
L'edat mediana era de 43 anys. Per cada 100 dones de 18 o més anys hi havia 91,7 homes.
La renda mediana per habitatge era de 61.479 $ i la renda mediana per família de 72.821 $. Els homes tenien una renda mediana de 46.586 $ mentre que les dones 35.104 $. La renda per capita de la població era de 27.559 $. Entorn del 2% de les famílies i el 3,6% de la població estaven per davall del llindar de pobresa.

## Poblacions més properes
El següent diagrama mostra les poblacions més properes.